# Szurdok (Pilisszentkereszt)

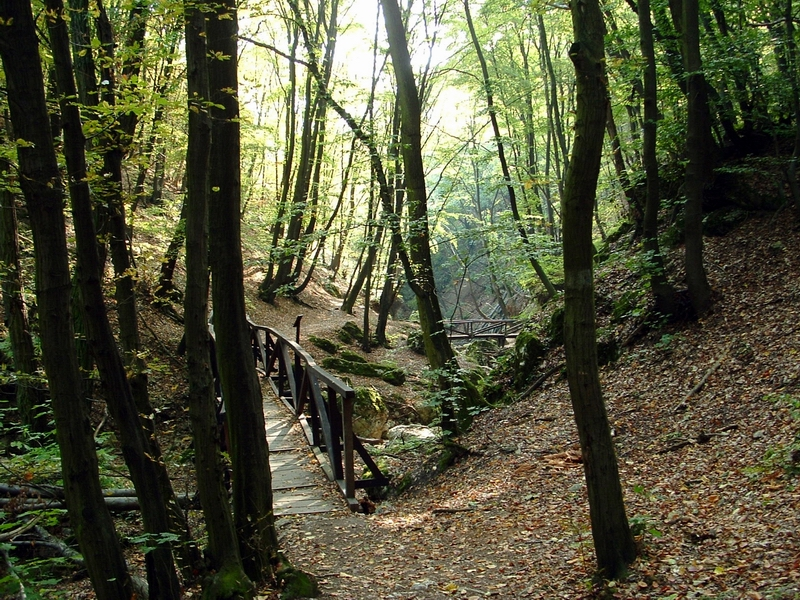
A szurdokvölgy

A Szurdok Pilisszentkereszt határában található kelet-nyugati irányú völgy, más néven a Dera-patak szurdokának is hívják. Hossza kb. 600 méter. A szurdokvölgy a Pilis mészkőszikláit és a Visegrádi-hegység vulkanikus kőzeteit elválasztó törésvonal mellett található, a patak mélyítette ki.
A völgy oldalai igen meredekek, benne még a legnagyobb kánikula idején is hűvös a klíma. A Szurdok geológiai értékét az adja, hogy az oldalában láthatóak a földtörténet középkorának triász időszakában képződött dachsteini mészkőformációi és a kőzetrétegek mozgása. Néhol a triászban rendkívül elterjedt Megalodus kagyló maradványa is látható. A szurdok talpazata alatt egy kisebb barlangrendszer is kialakult; benne pedig egy jellegzetes növénytársulás, a szurdokerdő jött létre. Mivel a szurdok meredek, szűk aljára a napfény kevéssé hatol be, ezért ott a levegő páradús, ahol megjelentek a nitrogénkedvelő fajok is. A szurdokban lévő fák bükk, gyertyán, juharfák, hegyi szil, valamint ritkán előfordul vadcseresznye és fekete bodza. Ezeken kívül az odvas keltike, a nagy csalán, az erdei pajzsika és a hölgypáfrány is megél a szurdokerdőben.
A Szurdokot a Pilisszentkereszti Erdészet kezeli, az Országos Kéktúra útvonala halad át rajta. A Szurdok közvetlenül a település mellett található, túlsó végén parkoló és tűzrakóhely van kialakítva. A Szurdokban kis fahidakon át vezet a turistaút, amely mentén a pilisszentkereszti önkormányzat által készített tanösvény mutatja be a Szurdokot. A szurdokban található a Szurdok-völgyi-víznyelő, a Szurdok-völgyi 2. sz. víznyelő és a Szurdok-völgyi Felső-barlang.